# Myrsine manglillo
Myrsine manglillo là một loài thực vật có hoa trong họ Anh thảo. Loài này được (Dombey ex Lam.) R. Br. mô tả khoa học đầu tiên năm 1810.